# Planetarium Hamburg
Koordinaten: 53° 35′ 50″ N, 10° 0′ 32″ O

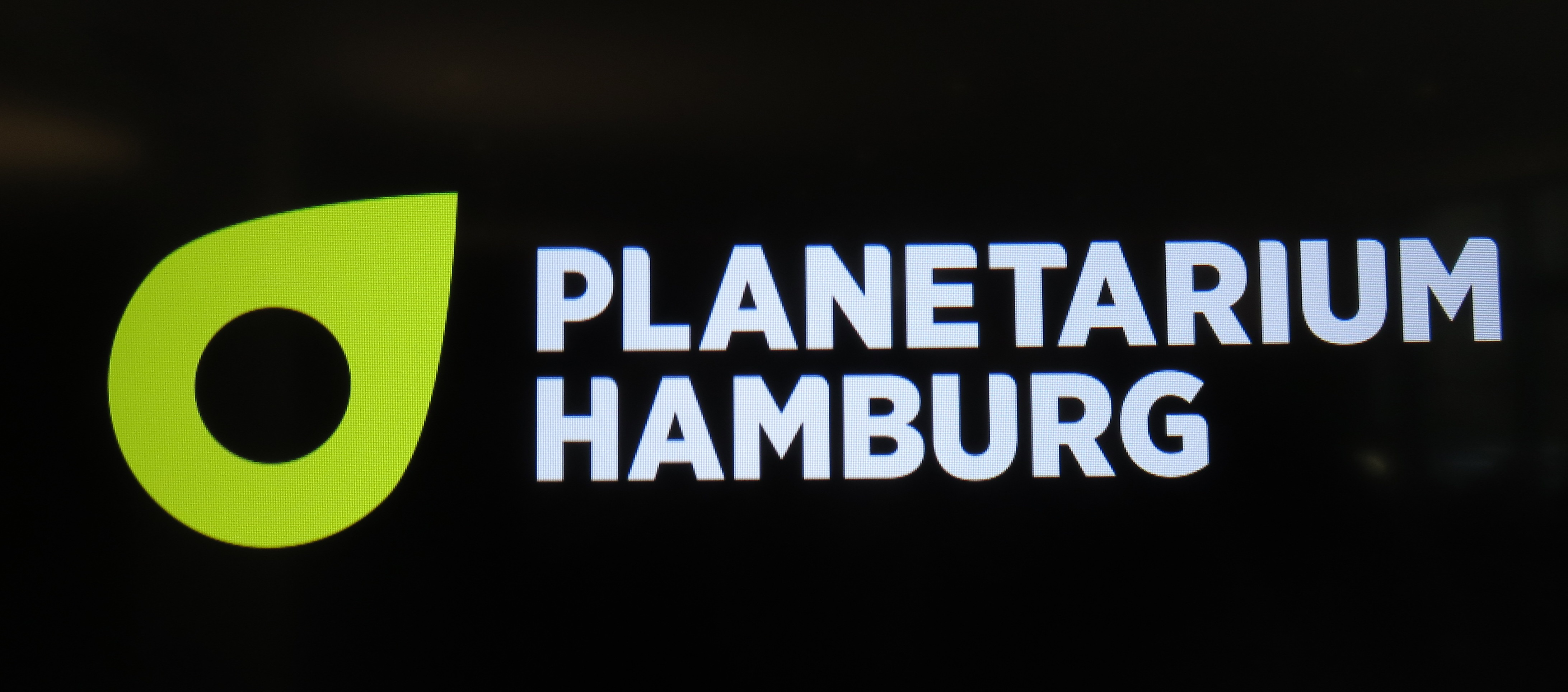
Aktuelles Logo

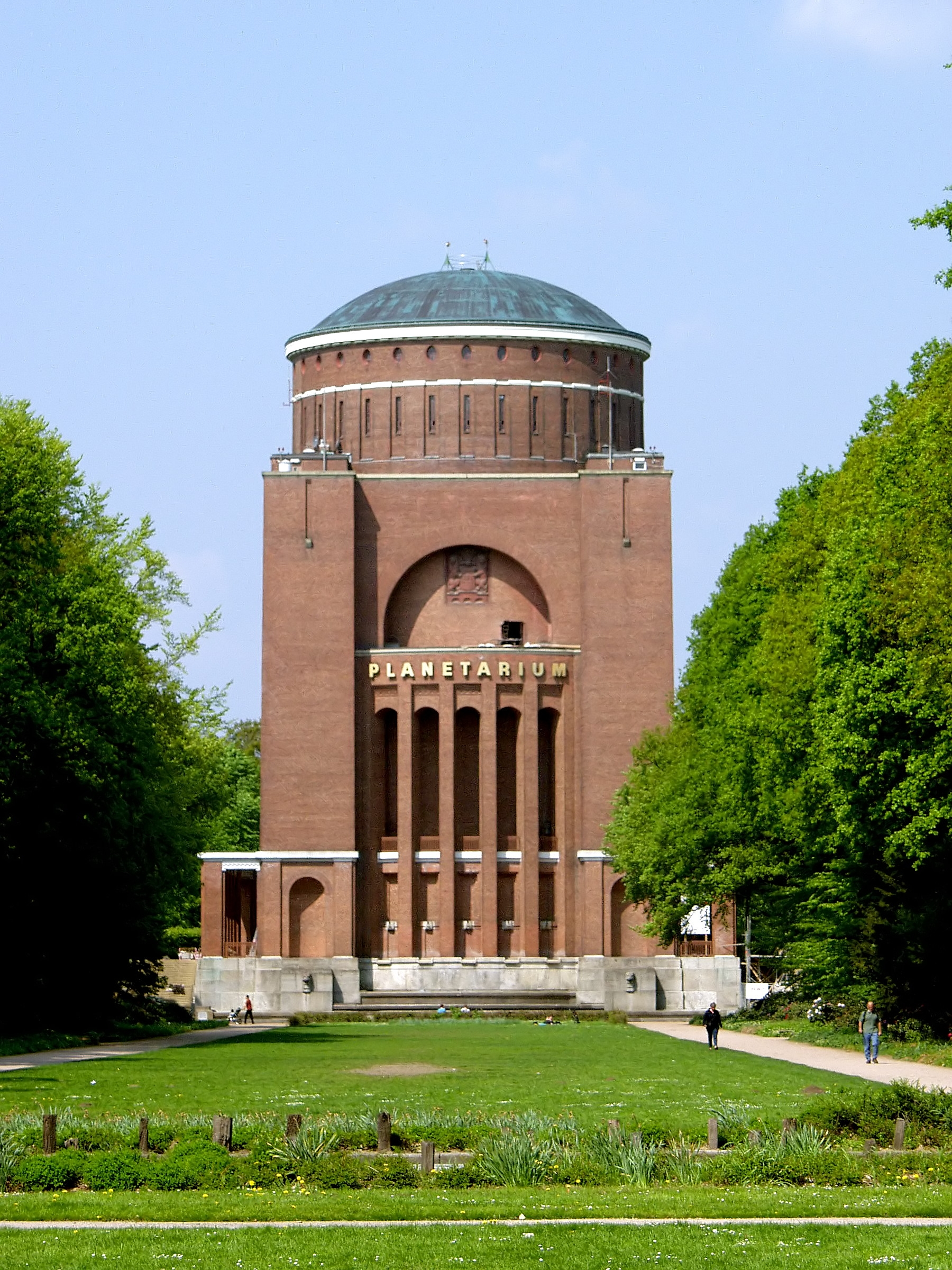
Planetarium Hamburg

Das Planetarium Hamburg ist eines von neun Großplanetarien und das meistbesuchte Sternentheater in Deutschland.
Das Planetarium wurde 1930 im Hamburger Stadtpark in einen ehemaligen Wasserturm gebaut. Seitdem wurde es mehrfach auf den neuesten Stand der Technik gebracht; der letzte Umbau dauerte eineinhalb Jahre bis zur Wiedereröffnung Anfang 2017. In den folgenden zwölf Monaten kamen zu den 2361 Veranstaltungen 380.000 Besucher. Der alte Wasserturm mit dem Planetarium gilt als eines der Wahrzeichen des Bezirks Hamburg-Nord und des Stadtteils Winterhude.

## Geschichte
Zum Bau des Gebäudes siehe: Wasserturm Hamburg-Winterhude

### Gebäude und astronomische Ausstellung
Der knapp 65 m hohe Turm wurde in den Jahren 1912–1915 als Wasserturm errichtet, zu diesem Zweck jedoch nur bis 1924 verwendet. Der Umbau zu einem Planetarium begann 1929 unter der Leitung des Architekten Hans Loop und erwies sich als sehr aufwändig. Als Grundlage diente ein unter dem Wasserbehälter geschaffener 23 m hoher zylindrischer Raum mit einem Durchmesser von 22 m, den man mittels einer Zwischendecke in zwei Etagen teilte. Die obere Etage wurde zur eigentlichen Planetariumskuppel, in der unteren konnte man den Kassenraum mit einer Wandelhalle, Ausstellungs- und Sammlungsräumen sowie Büros einrichten. Das Planetarium wurde am 30. April 1930 eröffnet.
Kernstück der Anlage ist seit der Eröffnung eine Projektionskuppel mit 20,6 m Durchmesser, womit das Planetarium zu den neun Großplanetarien in Deutschland zählt. Die ursprünglichen Ausstattung mit Sitzgelegenheiten bestand aus hölzernen Stühlen und Bänken, die in den 1970er-Jahren durch eine Kunststoffbestuhlung mit 270 Plätzen ersetzt wurden. Seit dem Umbau von 2002/2003, bei dem die vorherigen Sitze durch moderne Liegesessel ersetzt wurden, stehen 253 Plätze zur Verfügung.
Das untere Stockwerk erhielt während des Einbaus des Planetariums eine Bibliothek mit astronomisch-astrologischen Büchern von Aby Warburg. Die Sammlung Warburgs wurde seit dem 31. Mai 1993 in vollständig restaurierter Form in einem Raum direkt unterhalb des Wasserbehälters gezeigt. Die Sammlung Warburgs ist heute nicht mehr öffentlich zugänglich, das Bildmaterial befindet sich im Kunsthistorischen Institut der Universität Hamburg, die Bibliothek befindet sich noch im Planetarium.
Die „Wandelhalle“ wurde von der Malerin Dorothea Maetzel-Johannsen im Geschmack der Zeit ausgestaltet. Sie starb jedoch während der Arbeit, so dass Heinrich Groth die Malereien vollendete. Die Ausstellung im unteren Stockwerk war im Laufe der Zeit einem beständigen Wandel ausgesetzt und konnte so immer wieder den unterschiedlichen Interessen der Besucher und der Planetariumsleitung angepasst werden. Dominierte zu Beginn noch die Geschichte der Astronomie den Inhalt, verschob sich der Schwerpunkt im Laufe der Zeit immer mehr in Richtung Raumfahrt und Erforschung des Sonnensystems. Ende der 1990er-Jahre waren im unteren Teil Raumfahrtmodelle, Meteoriten, eine Vielzahl von Aufnahmen der Erde und des Sonnensystems sowie einer der zu dieser Zeit größten Mondgloben der Welt ausgestellt. 

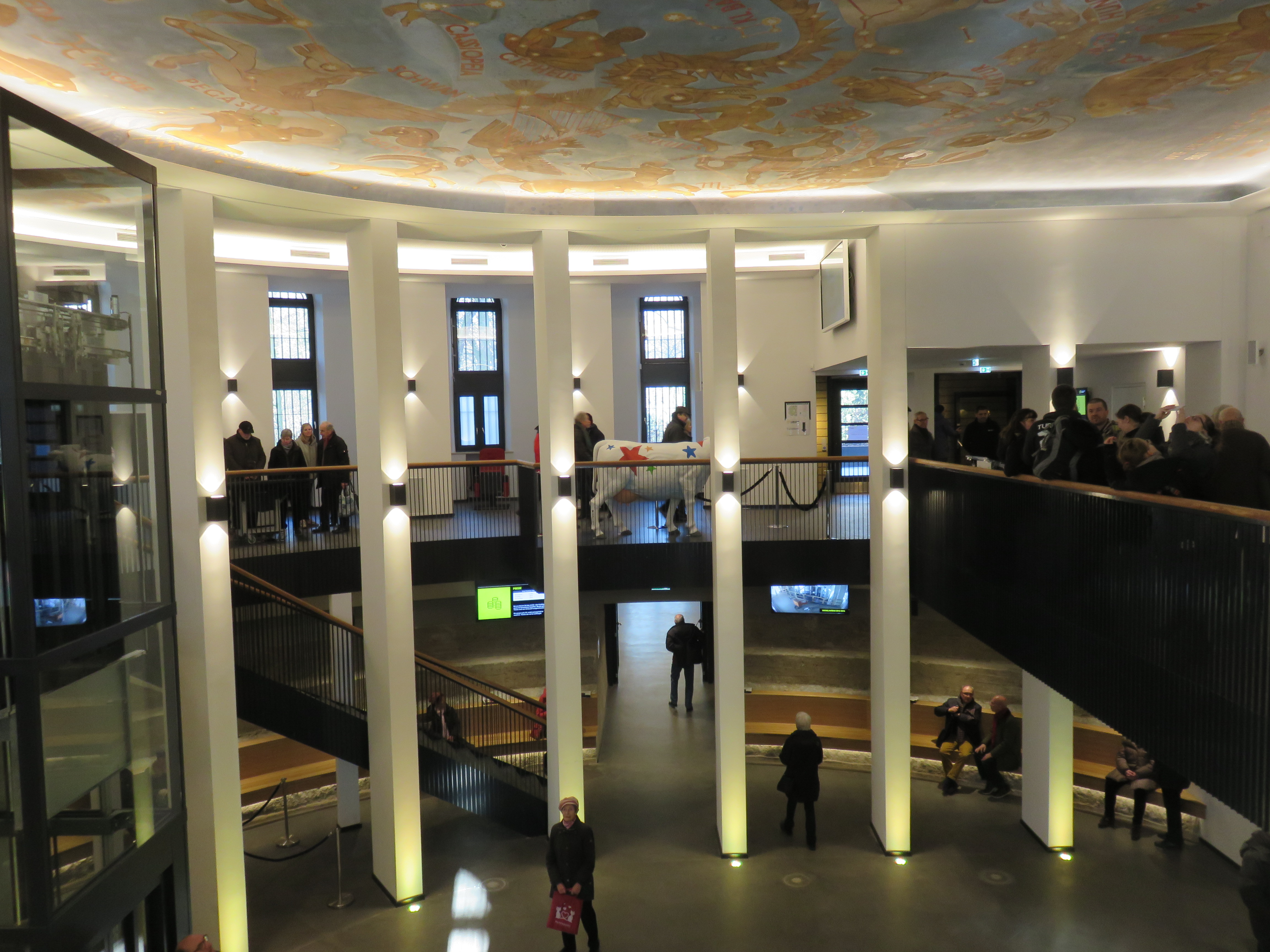
Planetarium-Foyer 2017

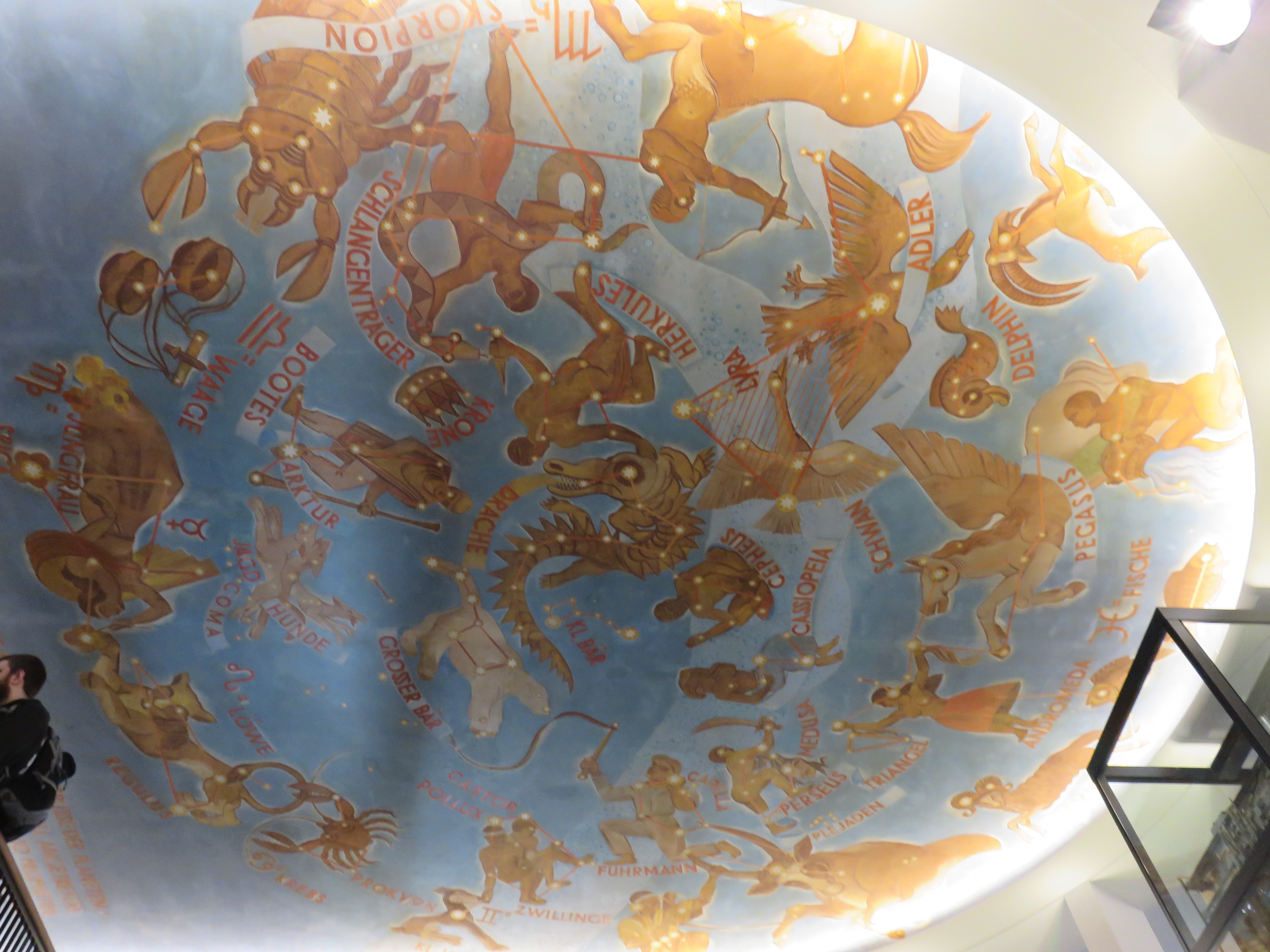
Deckengemälde im Foyer

Mit dem Umbau 2002/2003 gestaltete man nahezu alle Räume neu. Der Eingang wurde wieder auf die Rückseite des Gebäudes verlegt, der Kassenbereich wurde großzügiger und offener. Für die Besucher gab es mehr Bewegungsflächen, einen gastronomischen Verkaufsstand sowie eine Darstellung der Geschichte des Planetariums. Unter dem Wasserbehälter wurde eine neue Decke eingezogen, die zukünftig als Ausstellungs- und Konferenzfläche dienen sollte.
Von Mitte 2015 bis Ende 2016 wurde das Planetarium aufwändig umgebaut. Dem bisherigen einstöckigen Foyer wurde eine zweite untere Ebene hinzugefügt und damit die Nutzfläche des Planetariums um 1.200 m² erweitert. Hierfür wurde das ringförmige Fundament des ehemaligen Wasserturms an drei Seiten durchbrochen und somit drei zusätzliche, barrierefreie ebenerdige Eingänge in die neue untere Ebene des Foyers geschaffen. Das ringförmige, abgestufte Fundament ist hier sichtbar. Die obere Ebene des Foyers mit dem Zugang zum Sternensaal ist über einen neuen gläsernen Fahrstuhl und einen der beiden Fahrstühle, die bis zur 45 Meter hohen Aussichtsplattform fahren, erreichbar.
Das 1930 erstellte Deckengemälde, das den mythologisch illustrierten Sternenhimmel und Goethes Gedicht „Dämonen“ zeigt, ist erhalten geblieben. Zusätzlich verfügt das Planetarium nun auch über einen Veranstaltungsraum sowie ein Café mit einem außen liegenden Gastgarten.
Die Wiedereröffnung des Planetariums fand am 14. Februar 2017 statt. Oberhalb des Sternensaals befindet sich im ehemaligen Wasserturm noch der große Wasserbehälter, der 1930 mit dem Umbau zum Planetarium nicht mehr genutzt wird und eine weitere Option für eine Erweiterung bietet.

### Technische Ausstattung des Sternensaals

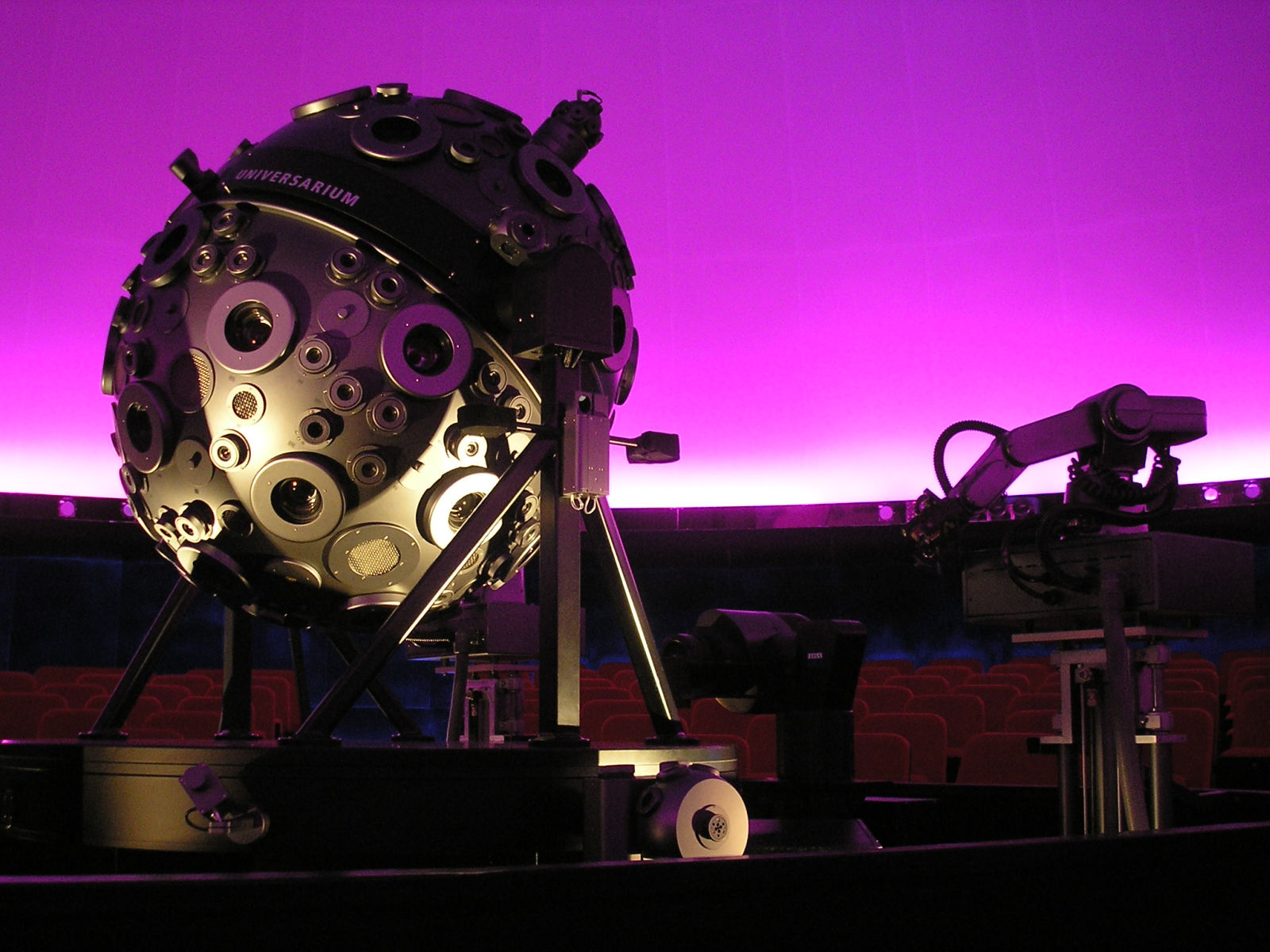
Universarium-Projektor (2006)

Bei seiner Eröffnung war das Planetarium mit einem bereits 1925 von der Stadt Hamburg erworbenen Zeiss-Planetariumsprojektor Modell II als erstes Seriengerät der Fa. Zeiss ausgestattet. Dieser erste Projektor wurde 1957 durch ein Zeiss Modell IV-Planetarium ersetzt, das 25 Jahre im Einsatz war und erst 1983 durch ein Modell VI-Planetarium abgelöst wurde. Die Planetariumsprojektoren der Modelle II, IV und VI prägten durch ihre charakteristische Hantelform für viele Jahrzehnte das Bild des Hamburger Planetariums. Das Modell IV konnte im Gegensatz zu seinem Vorgänger nicht verkauft werden und stand als Anschauungsobjekt bis zum Umbau der Jahre 2002/2003 in einer Vitrine in der Ausstellung.
Bei diesem Umbau wurde das Planetarium in 15 Monaten umfangreich renoviert und mit vielen technischen Neuerungen ergänzt. Das neue Zeiss Modell IX Universarium bildet den Sternenhimmel in der Projektionskuppel ab. Zusätzlich lassen sich mit dem Digistar 5-System von Evans & Sutherland mit Hilfe von zwei Videoprojektoren Bild- und Video-Inhalte kuppelfüllend projizieren. Seit Dezember 2006 verfügt das Planetarium über eine Showlaser-Anlage aus neun Projektoren, von denen zwei frei beweglich sind. Die Anlage ermöglicht neben einer Vielzahl rein visueller Effekte auch die Bewegung vollständiger Grafiken über die Kuppel.
Mit dem erneuten Umbau des Planetariums 2016 erhielt der Sternensaal neue Sitzpolster, von denen die Zuschauer die Projektionen auf der Sternenkuppel über ihren Köpfen leichter verfolgen können. Die neu installierte Software für den Sternenprojektor Zeiss IX Universarium und den Kosmos-Simulator Digistar 6 ermöglicht die Darstellung dreidimensionaler Bildwelten.
Der Direktor des Planetariums Thomas Kraupe beschreibt die aktuelle Kombination von Zeiss-Sternenprojektion, digitaler 8K-3D-Ganzkuppelprojektion und Sound als „weltweit einzigartig“.

### Planetariumsleiter
- 1930 bis 1934: Theodor Körner
- 1934 bis 1964: Johannes Meyer
- 1964 bis 1974: Josef Bellmer
- 1974 bis 1975: Joachim Ekrutt und Richard Grambow
- 1975 bis 2000: Erich Übelacker
- 2000 bis 2022: Thomas W. Kraupe[3]
- Seit 2023: Björn Voss

## Entwicklung des Planetariumsbetriebes
Zu Beginn stand der Planetariumsbetrieb unter Leitung der Hamburger Schulbehörde und hatte sehr stark die Vermittlung von astronomischem Grundwissen an Schüler im Blick. Aus diesem Grund gab es auch bis weit in die 1990er-Jahre hinein eine klare Trennung zwischen Vorstellungen für Schulen, die nur in geschlossenen Gruppen durchgeführt wurden, und Vorstellungen für die allgemeine Öffentlichkeit. Während der alliierten Besatzungszeit nach dem Zweiten Weltkrieg ging die Zuständigkeit für den Planetariumsbetrieb an die Hamburger Kulturbehörde über.
Mit der Übernahme der Leitung durch Erich Übelacker veränderte und verbreiterte sich schrittweise das Angebot an Vorstellungen. Sondervorträge mit Gastreferenten (Fachastronomen, Leiter anderer Planetarien, Autoren oder auch Wissenschaftler verwandter Fachrichtungen) kamen zuerst hinzu. Bereits Ende der 1970er-Jahre gab es erste Experimente mit Multimediashows, bei denen statt des Sternenhimmels Musik und visuelle Effekte im Vordergrund standen. Später wurden mit großem Erfolg auch klassische Konzerte, zu Beginn noch unter der Leitung des Dirigenten Robert Stehli, unter dem künstlichen Sternenhimmel aufgeführt.
Das Planetarium konnte im Laufe seiner Geschichte immer wieder bekannte Wissenschaftler als Vortragende gewinnen, genannt seien hier beispielhaft Heinz Haber, Jesco von Puttkamer, Rudolf Kippenhahn, Bernd Loibl, Reimar Lüst, Sigmund Jähn, Gerhard Neukum und Hartmut Graßl.

## Heutige Nutzung des Planetariums

### Verkehrsanbindung
In der Nähe des Planetariums sind folgende Haltestellen öffentlicher Verkehrsmittel: U 3 bis Borgweg, Bus 179 bis Stadtpark, Bus 20 oder 26 bis Ohlsdorfer Straße.

### Spielplan mit bis zu zehn Vorführungen am Tag
Mit der Übernahme der Planetariumsleitung durch Thomas Kraupe im Jahr 2000 begann eine Umstellung des Konzeptes der Vorstellungen, das nach dem Umbau 2002/2003 vollständig umgesetzt wurde. Die Trennung der Vorstellungen in Schulvorstellungen und öffentliche Vorstellungen wurde aufgegeben. Die Anzahl der zeitgleich angebotenen Vorstellungsthemen wurde erhöht, wobei die Themen üblicherweise bis zu drei Mal wöchentlich angeboten werden und über einen Zeitraum von mehreren Monaten im Programm verbleiben. Sondervorträge und Konzerte ergänzen weiterhin das Angebot. Der Anteil von Unterhaltungsprogrammen wurde besonders am Wochenende und an Abenden erhöht.

### Aussichtspunkt Planetarium

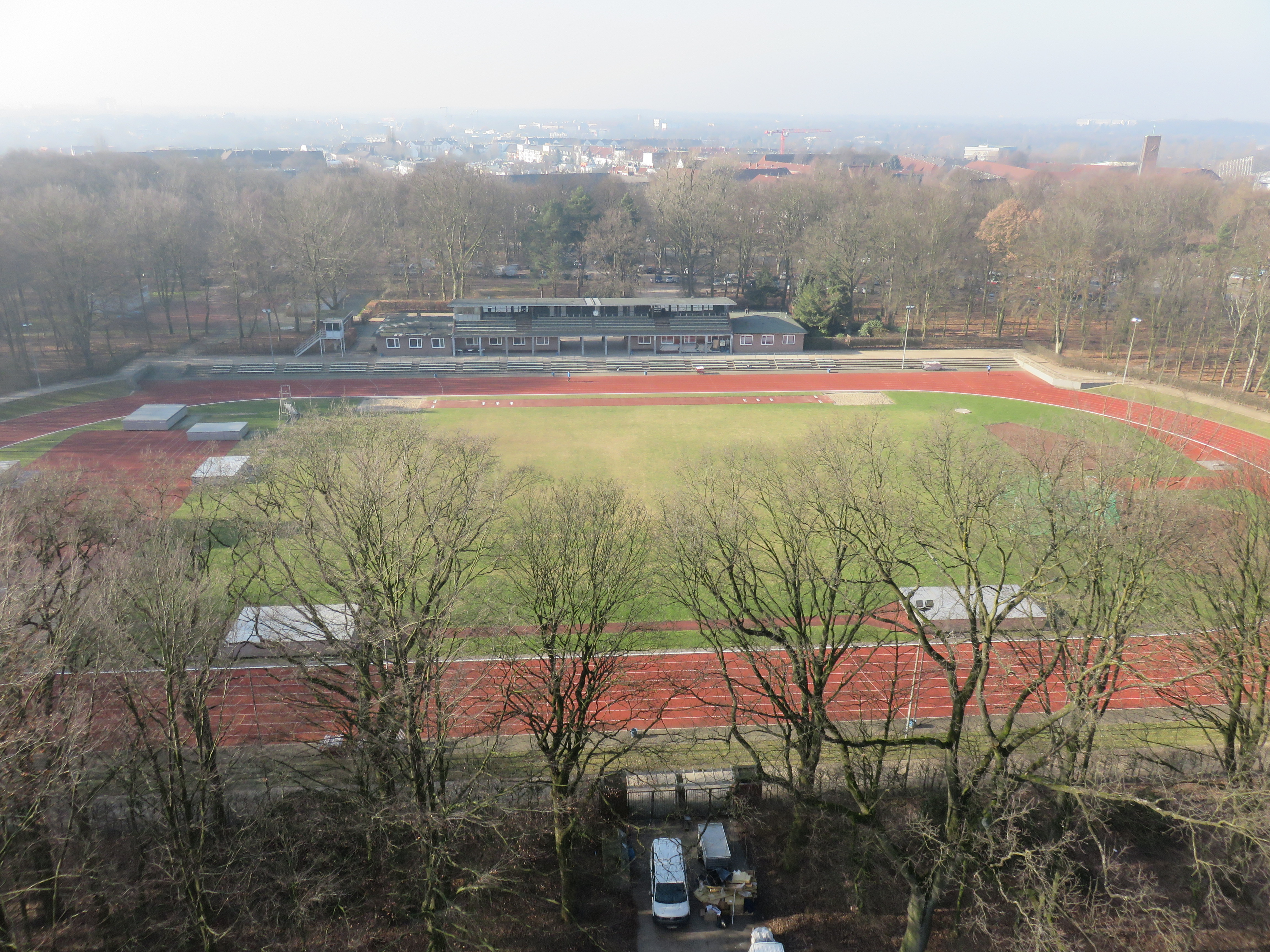
Jahnkampfbahn, Blick von der Aussichtsplattform des Planetariums Hamburg

Die Aussichtsplattform befindet sich im 8. Stockwerk und ist mit Treppe oder Fahrstuhl zu erreichen. Durch den Rundblick über ganz Hamburg sind Elbphilharmonie, die Kirchtürme der Stadt, City Nord, Flughafen Hamburg, die Jahn-Kampfbahn, die Mundsburg-Türme und die Sichtachse des Hamburger Stadtparks vom Planetarium bis zum Stadtparksee im Blickfeld.